# Heliococcus schmelevi
Heliococcus schmelevi är en insektsart som beskrevs av Bazarov 1976. Heliococcus schmelevi ingår i släktet Heliococcus och familjen ullsköldlöss. Inga underarter finns listade i Catalogue of Life.